# Leptodeuterocopus trinidad
Leptodeuterocopus trinidad là một loài bướm đêm thuộc họ Pterophoridae. Nó được tìm thấy ở Trinidad và Venezuela.
Sải cánh dài 12–14 mm. Con trưởng thành bay từ tháng 1 đến tháng 3.